# Tàngara collvermella
La tàngara collvermella (Tangara cyanocephala) és un ocell de la família dels tràupids (Thraupidae).

## Hàbitat i distribució
Habita boscos, clars, bosc, matolls, caatinga i parcs de les terres baixes a l'est del Brasil, est de Paraguai i nord-est de l'Argentina.